# Абдул Кадир
Сэр Абду́л Кади́р (англ. Sir Abdul Qadir, 1878—1950, урду عبد القادر‎) — общественный и политический деятель Британской Индии и Пакистана, журналист и литературный критик, писавший на урду.

## Биография
Родился в г. Лудхиана в знатной и богатой семье пенджабского шейха Фатхаддина де Касура. Получил среднее образование в христианском колледже в Лахоре. В период между 1895 и 1904 был главным редактором мусульманской газеты «The Observer», выходившей в Лахоре на английском языке. В 1901 году основал литературный журнал «Махзан» (урду مخزن‎, рус. Сокровищница), ставший очень популярным. В нём печатались многие поэты и прозаики Индии (Хали, Икбал, Акбар и др.). В 1904—1907 жил в Лондоне, где изучал юриспруденцию. Получив право заниматься адвокатской деятельностью, вернулся в Индию. Работал адвокатом, а затем до 1920 года генеральным прокурором в г. Лайяллпур. В 1919 году ему присвоен титул Бахадур-хана.
В 1923 стал членом Законодательного совета Пенджаба в Лахоре, через год став заместителем председателя. С января по сентябрь 1925 года был председателем Законодательного совета, а после назначен министром просвещения. В 1926 году избран полномочным делегатом, представлявшим Британскую Индию на VII Ассамблее Лиги Наций. В 1927 возведён в рыцари Британской империи. В январе 1929 года назначен членом Международной комиссии по интеллектуальному сотрудничеству Лиги Наций (предшественницы ЮНЕСКО) — вместе с норвежским радиохимиком Эллен Гледич, латвийским химиком Мартином Приманисом и чехословацким востоковедом Бедржихом Грозным. Срок его полномочий истёк с прекращением деятельности Комиссии во время Второй мировой войны.
В 1935 году стал членом правительственного совета Британской Индии. В  1941 году возглавил ассоциацию «Анджуман-и-Хамайат-и-Ислам» (рус. На службе исламу). Был активным деятелем партии «Всеиндийская мусульманская лига».
Как литературный критик написал ряд исследований о творчестве писателей урду — Галиба, Хали, Акбара, Назира Ахмада, Шибли Нумани, Икбала.